# Kristian Wendelboe
Kristian Wendelboe (født 11. oktober 1964 i Næstved) er en dansk økonom, der siden 2011 har været administrerende direktør for KL. 
Wendelboe blev uddannet cand.polit. fra Københavns Universitet i 1992. Han blev derefter fuldmægtig i Amtsrådsforeningen og kom i 1995 til Finansministeriet, hvor han først var fuldmægtig, senere specialkonsulent. I 1997 vendte han tilbage til Amtsrådsforeningen som cheføkonom, men blev allerede i 1998 kontorchef i Finansministeriets 6. kontor. I 2005 blev han afdelingschef i Finansministeriets departement, og i 2006 administrerende direktør i Danske Regioner. Efter først at have været departementschef i Velfærdsministeriet, fik han i 2008 samme stilling i Ministeriet for Sundhed og Forebyggelse, der senere blev til Indenrigs- og Sundhedsministeriet. Denne stilling forlod han i 2011 for at blive administrerende direktør for KL.
I 2010 kom det i dagbladet B.T. frem, at Wendelboe talte usandt, da han i 2009 gav rigsrevisor Henrik Otbo tilsagn om at han havde leveret alle væsentlige oplysninger om afregning med privathospitalerne. Otbo havde imidlertid ikke fået en omstridt rapport, selv om han har bedt om den hele otte gange. Selv benægter Wendelboe at han er blevet bedt om at udlevere rapporten.
I 2009 blev han Ridder af 1. grad af Dannebrogordenen.